# Otto von Kühlmann

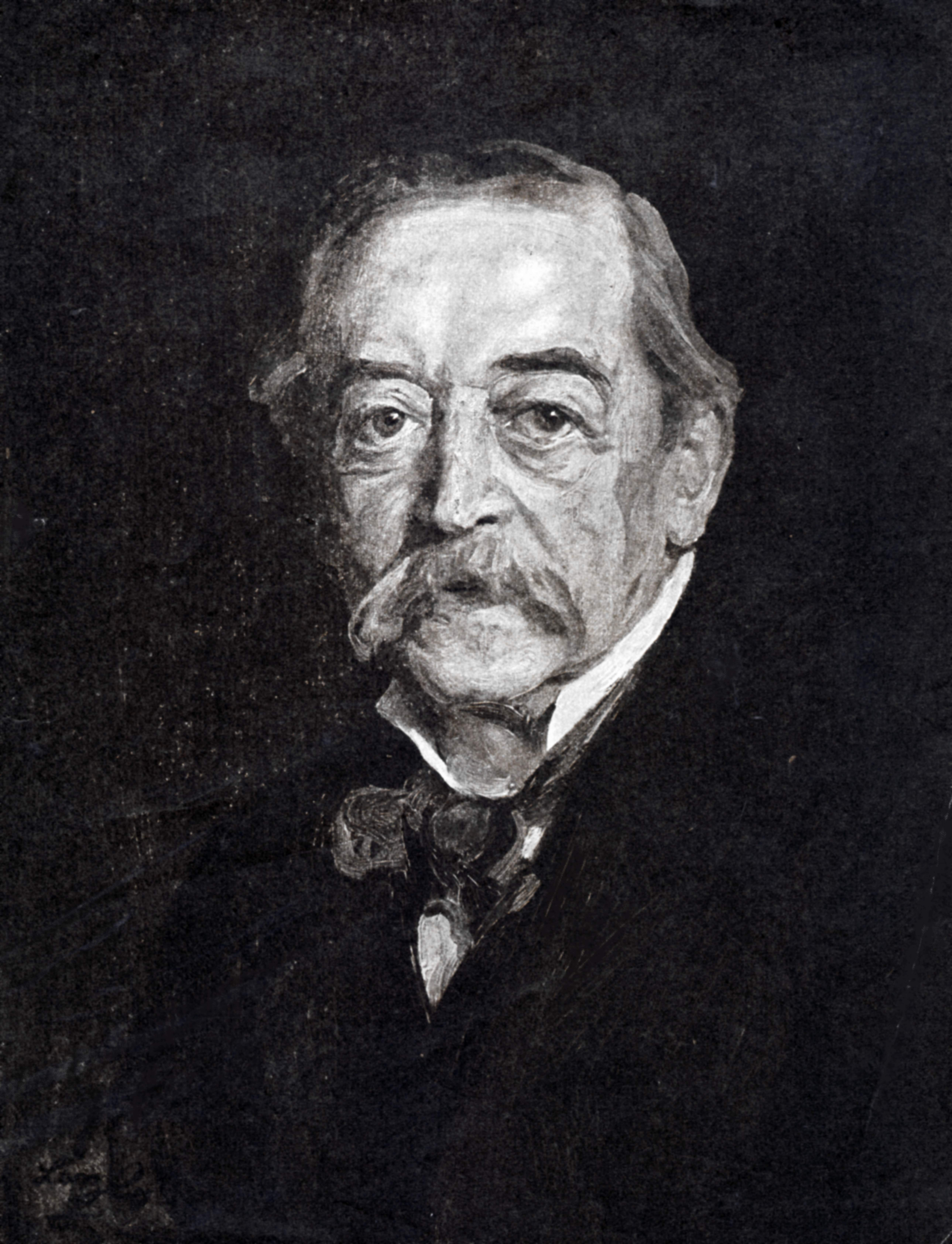
Otto von Kühlmann

Otto Karl Friedrich Johann Kühlmann, ab 1889 Ritter von Kühlmann, (* 28. November 1834 in Landsberg am Lech; † 18. September 1915 in München) war ein deutscher  Advokat und Politiker im Königreich Bayern und Generaldirektor der Anatolischen Eisenbahn.

## Familie
Kühlmann entstammte einer fränkischen Familie und war der Sohn des königlich bayerischen Rats und Rentbeamten Johann Leonhard Kühlmann.
Er heiratete am 11. August 1870 in München die Tochter des Dichters Oskar von Redwitz, Anna Freiin von Redwitz auf Schmölz und Theisenort (* 7. Juli 1852 in Wien; † 24. Oktober 1924 in München). Sein Sohn war Richard von Kühlmann (1873–1948), Außenminister des deutschen Kaiserreichs und in erster Ehe verheiratet (1906) mit Margarete von Stumm (1884–1917, ab 1913 Frau von Kühlmann, Freifrau von Stumm-Ramholz). Sein Enkel, Sohn aus vorgenannter Ehe, war der deutsche FDP-Politiker Knut Freiherr von Kühlmann-Stumm (1916–1977).

## Leben
Kühlmann studierte an der Ludwig-Maximilians-Universität Rechtswissenschaft. 1853 wurde er im Corps Suevia München recipiert. Ab 1872 war er 25 Jahre lang im Orient tätig, zunächst als Direktor der von Baron Maurice de Hirsch (1831–1896) begonnenen Chemins de fer Orientaux in der europäischen Türkei, der Strecke des späteren Orient-Express, dann als Generaldirektor der von deutscher Seite in Kleinasien gebauten Anatolischen Eisenbahn, schließlich als oberster Leiter beider Bahnsysteme. Sein Wohnsitz wurde Konstantinopel und sowohl der Umkreis seiner Tätigkeit als auch die Höhe seiner Einnahmen machten ihn in dem internationalen Kreis der Diplomaten und der Militärs, die dort wirkten, zum gleichberechtigten und einflussreichen Mitglied.
Zu Beginn der Schulzeit zog seine Frau mit den beiden Söhnen und einer Tochter nach München, so dass der Vater immer nur in den Ferien mit der Familie vereint war. Da sie ihre Kinder in die große Gesellschaft einführen wollte, ließ sie in der Gabelsbergerstraße mit Franz von Lenbach als Berater ein Haus erbauen. Der Reichtum der Familie Kühlmann, die wirtschaftliche und politische Geltung Kühlmanns in Konstantinopel und der Adel der Ehefrau erleichterten den Übergang in die neue soziale Schicht.

### Politik
Für die Bayerische Fortschrittspartei saß Kühlmann von 1869 bis zum 30. Januar 1872 in der Kammer der Abgeordneten. Im Parlament war er Mitglied im II. Ausschuss für Finanzen. Er folgte dort der reichsdeutschen und liberalen Politik des neuen Ministerpräsidenten Fürsten Chlodwig zu Hohenlohe-Schillingsfürst, des späteren Reichskanzlers, was zu einer Freundschaft führen sollte, die für den Sohn Kühlmann in einem entscheidenden Augenblick seiner Laufbahn bedeutungsvoll werden sollte.

### Grabstätte

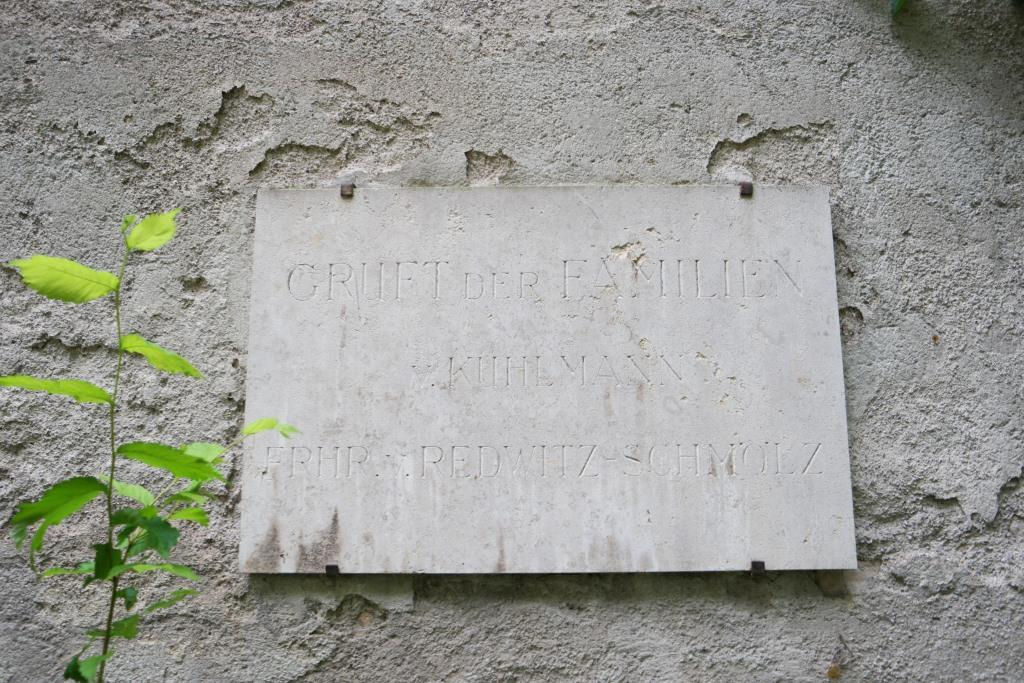
Grab von Otto Ritter Kühlmann auf dem Alten Südlichen Friedhof in München

Die Grabstätte von Otto von Kühlmann befindet sich auf dem Alten Südlichen Friedhof in München (Neu Arkaden Platz 97 bei Gräberfeld 41) Standort.. In der gemeinsamen Familiengruft liegt auch der Dichter Oskar Freiherr von Redwitz, dessen Tochter Otto Kühlmann geheiratet hatte.

## Ehrungen
Kühlmann wurde mit Verleihung des Verdienstordens der Bayerischen Krone am 8. Februar 1889 durch Luitpold von Bayern in den bayerischen persönlichen Ritterstand erhoben. Die Erhebung in den erblichen Adelsstand unter Vorbehalt des persönlichen Ritterstandes erfolgte am 1. Juni 1892 in München mit Immatrikulation  bei der bayerischen Adelsklasse am 15. Juni 1892. 1889 wurde er Ehrenbürger der Stadt Landsberg am Lech.